# Мусаев, Мурад Алаудинович
Мура́д Алауди́нович Муса́ев (род. 18 августа 1983, Грозный) — российский адвокат, доктор юридических наук, управляющий партнёр Адвокатского бюро «Мусаев и партнёры».

## Биография
Родился 18 августа 1983 года в городе Грозном. Отец — Алауди Нажмудинович Мусаев — адвокат, доктор юридических наук, профессор, писатель. Мать — Кулсум Заурбековна Мусаева — историк.
Учился в школах № 26 и № 1 города Грозного, в школе № 75 города Москвы, в школе Buckswood Grange в Великобритании. Окончил с отличием школу № 75 города Москвы, а также юридические факультеты Финансового университета при Правительстве РФ, Институт европейского права МГИМО(У) МИД России. Специалист в области гражданского и уголовного права, магистр международного права, доктор юридических наук, доцент. Награждён школьной Золотой медалью за особые успехи в учении и Золотой медалью МГИМО(У) МИД России.
С 2004 года — адвокат. В 2010 году учредил и возглавил Адвокатское бюро «Мусаев и партнёры».

## Наиболее известные дела

### Дело Ульмана
Спецподразделение ГРУ Генштаба ВС России под командованием капитана Ульмана по приказу командования расстреляло в одном из горных районов Чеченской Республики шестерых мирных жителей сёл Дай и Нохч-Келой. По команде сверху, тела убитых были погружены в автомобиль и сожжены, после чего спецподразделение вернулось в штаб, где капитан Ульман доложил об «уничтожении террористов». Преступление было раскрыто, спецназовцам Ульману, Воеводину, Калаганскому и Перелевскому были предъявлены обвинения, однако обвиняемые были дважды оправданы. В 2006 году в дело на стороне потерпевших вступил адвокат Мурад Мусаев. После двух процессов с его участием: сначала в Конституционном суде РФ, а затем в Северо-Кавказском окружном военном суде — подсудимые были признаны виновными. Ульман, Воеводин и Калаганский скрылись от суда и находятся в розыске, Перелевский был заключён под стражу.

### Дело профессора Рябова
В 2011 году профессор Центральной музыкальной школы (ЦМШ) Анатолий Рябов был обвинён в домогательстве к ученицам школы. Мусаев защищал Рябова на стадии предварительного следствия. Дело получило широкий общественный резонанс в связи с тем, что сотрудники и ученики музыкальной школы, а также его многочисленные коллеги встали на защиту Рябова, утверждая, что профессора оговорили. В судебном процессе Анатолий Рябов был полностью оправдан.

### Кущевское дело
В 2010 году в СМИ появились репортажи из станицы Кущёвской Краснодарского края: речь шла о массовых убийствах и других преступлениях, безнаказанно совершаемых бандой «Цапковских» на протяжении более чем тринадцати лет. За этим последовали задержания и возбуждение одного из самых громких уголовных дел в России начала XXI века. В 2013 году М. Мусаев вступил в это дело в качестве защитника Вячеслава Цеповяза — собственника и руководителя ООО «Слава Кубани» (одного из крупнейших сельхозпроизводителей региона), обвинённого в участии в банде.

### Дело о терактах 9 мая
Подзащитный М. Мусаева Умар Батукаев был задержан в связи с подозрением в подготовке к совершению террористического акта в праздник 9 мая в Москве. Впоследствии обвинение было изменено, и в суд было передано дело о приготовлении посягательства на жизнь президента Чеченской Республики Рамзана Кадырова. Эксперты предрекали однозначно обвинительный исход этого дела, однако в результате продолжительного судебного процесса У. Батукаев был признан невиновным в приготовлении посягательства на жизнь президента Чеченской Республики, а осуждён лишь за хранение оружия.

### Дело Политковской
Уголовное дело об убийстве журналистки и правозащитницы Анны Политковской стало одним из самых громких судебных дел начала XXI века в России. Защитительные речи адвоката М. Мусаева на этом судебном процессе были разобраны на цитаты. Репортаж из зала суда был опубликован в ряде международных изданий, включая журнал «Нью-Йоркер». В феврале 2009 года подсудимые были единогласно оправданы, однако спустя пять лет, в 2014 году, в результате повторного судебного процесса они были признаны виновными и осуждены к лишению свободы на длительные сроки. Приговор обжалован.

### Дело о депортации хасидов
В 2009 году одним из районных судов Ростова-на-Дону было принято решение о выдворении с территории России нескольких студентов-хасидов, граждан Великобритании, США и Канады. Поскольку дело происходило в пятницу (после наступления Шаббата), хасиды отказывались сесть в автобус для транспортировки в изолятор временного содержания. Как пишут СМИ, М. Мусаев, представлявший студентов, преградил путь вызванному на место событий отряду спецназа, заявив, что готов защищать своих подопечных физически. В итоге хасидам разрешили идти пешком, и они во главе со своим адвокатом под дождём прошли от суда до изолятора более пяти километров. Позднее студенты были освобождены и самостоятельно вернулись домой.

### Большая энциклопедия «Терра»
В 2006 году московским издательством «Терра» была выпущена в свет «Большая энциклопедия» — красочное 62-томное издание стоимостью более 100 000 рублей. Статья указанной энциклопедии, посвящённая Чеченской Республике, содержала искажённые сведения об истории чеченцев, оскорбительные отзывы об этом народе и его представителях. В 2010 году Мурад Мусаев, представлявший ряд правозащитных институтов, добился судебного решения о признании этой статьи экстремистским материалом и конфискации 58-го тома «Большой энциклопедии».

### Дело об убийстве сотрудников госохраны Южной Осетии
В мае 2011 года во Владикавказе местный житель Альберт Цгоев расстрелял сотрудников охраны президента и премьер-министра Южной Осетии. Цгоев был обвинён в убийстве двух лиц, совершённом на почве личной неприязни, и ему могло быть назначено наказание в виде пожизненного лишения свободы. В ходе судебного процесса Мусаеву удалось доказать, что Цгоев действовал в состоянии аффекта, вызванного оскорблениями и угрозами со стороны сотрудников госохраны. Обвинение было переквалифицировано, Цгоев был приговорён к лишению свободы сроком на два с половиной года.

### Дело об убийстве Буданова
В 2001 году полковник русской армии Юрий Буданов был обвинён в изнасиловании и убийстве жительницы Чеченской Республики 18-летней Эльзы Кунгаевой. 
В 2003 году он был признан виновным в убийстве, лишён звания и приговорён к лишению свободы сроком на 10 лет. 
В 2010 году уже бывший полковник Буданов был условно-досрочно освобождён, а 10 июня 2011 года — застрелен во дворе одного из домов на Комсомольском проспекте в Москве. М. Мусаев защищает Юсупа-Хаджи Темерханова, признанного виновным в убийстве Буданова. Процесс по делу Темерханова стал одним из самых скандальных в истории российского правосудия: М. Мусаев обвинил оперативных сотрудников, следователей и прокуроров в фальсификации уголовного дела, похищениях и пытках, а следственные органы возбудили против М. Мусаева уголовное дело о подкупе свидетелей и вмешательстве в отправление правосудия. Жалоба по делу об убийстве Буданова находится в производстве Европейского суда по правам человека.

### Дело о запрете хиджаба
В 2013 году правительство Ставропольского края запретило учащимся общеобразовательных школ посещать учебные заведения в головных уборах и/или религиозной одежде. В ряде сёл края с преимущественно мусульманским (ногайским) населением новую норму встретили с возмущением, несколько семей обратились в суд с заявлением о признании т. н. «запрета хиджаба» незаконным. М. Мусаев представляет интересы этих семей в судах России.

### Дело о крушении самолёта компании Total
В 2014 году на взлётной полосе аэропорта Внуково после столкновения со снегоуборочной машиной потерпел крушение частный самолёт, на котором из Москвы в Париж возвращался президент международного концерна Total Кристоф де Маржери. Обвинение в нарушении правил безопасности, повлекшем гибель нескольких лиц, было предъявлено водителю снегоуборочной машины Владимиру Мартыненко, инженеру Владимиру Леденеву, руководителю полётов Роману Дунаеву, диспетчеру Александру Круглову и диспетчеру-стажёру Светлане Кривсун, защитником которой стал Мурад Мусаев. В январе 2016 года уголовное преследование Светланы Кривсун — единственной из всех обвиняемых — было прекращено в связи с отсутствием в её действиях состава преступления. Светлана Кривсун полностью реабилитирована.

### Дело о запрете перевода Корана на русский язык
В 2013 году Октябрьский районный суд Новороссийска по заявлению транспортного прокурора признал экстремистским один из наиболее распространённых в России переводов Корана. Мурад Мусаев обжаловал решение суда в интересах автора перевода Эльмира Кулиева. Краснодарский краевой суд удовлетворил жалобу Мусаева, отменил решение Октябрьского районного суда и вынес новое решение — об отказе в удовлетворении заявления прокурора о признании книги экстремистской.

### Дело Александра Михайлика
Директор департамента Счётной палаты РФ генерал-майор Александр Михайлик был задержан и обвинён в получении взятки у члена Совета Федерации ФС РФ, сенатора от Новгородской области Коровникова А. В. Помимо высокого статуса обвиняемого, резонанс этому делу придала трагедия в семье Михайлика А. Г.: его супруга Наталья не была уведомлена о задержании, искала мужа по больницам и моргам, но не нашла его, после чего покончила жизнь самоубийством. М. Мусаев защищал Михайлика А. Г., настаивая на том, что его арест стал результатом провокации. Михайлик А. Г. провел в следственном изоляторе несколько месяцев, после чего был освобожден и полностью реабилитирован.

### Дело об убийстве ректора СПбГУСЭ
Ректор Санкт-Петербургского университета сервиса и экономики Александр Викторов был убит пятью выстрелами из пистолета во дворе своего дома во Всеволожске 5 сентября 2012 года. Исполнители убийства были осуждены в 2015 году. Спустя три года обвинение в организации убийства было предъявлено бывшему проректору ВУЗа, Василию Соловьёву, который был задержан в Грозном. Уголовное дело по обвинению Соловьёва рассматривалось в Ленинградском областном суде, с участием коллегии присяжных заседателей. Защитником был Мурад Мусаев. По сообщениям СМИ, после защитительного выступления Мурада Мусаева в судебном процессе по этому делу в Ленинградском областном суде «государственные обвинители лишились дара речи». Василий Соловьёв был оправдан большинством голосов присяжных заседателей: 10 против 2.
Вскоре оправдательный приговор был отменен Верховным Судом РФ. При повтором рассмотрении дела большинством голосов — 7 против 5 — присяжные вынесли обвинительный вердикт. Подсудимый, который находился на свободе под подпиской о невыезде, на оглашение вердикта не явился, и был объявлен в розыск.

### Дело Жукова
Егор Жуков — студент факультета политологии Высшей школы экономики, блогер — был задержан в 2019 году и обвинён сначала в участии в массовых беспорядках, а затем в экстремизме. Егор Жуков стал одним из символов оппозиционного движения в России и самым известным из обвиняемых по так называемым Московским делам. Мурад Мусаев защищал Жукова в суде, трансляция судебного заседания велась российскими и иностранными СМИ, выступление Мусаева в прениях сторон было целиком перепечатано рядом изданий. Егор Жуков был осуждён к условному лишению свободы.

### Другие известные дела
Мусаев в разное время также защищал главу Нефтегорского района Самарской области Владимира Корнева; руководителя «Тольяттихимбанка» Александра Попова; одного из руководителей «Инвестбанка» Сергея Зайцева; акционера банка «Таврический» Хизара Махаури; известного молдавского политика, мэра города Бельцы Ренато Усатого, аудитора Счётной палаты, бывшего министра строительства Российской Федерации и губернатора Ивановской области Михаила Меня и других. Являлся адвокатом Саида Джумаева, осуждённого из-за драки с ОМОН в ходе всероссийских протестов 2021 года.

## Уголовное преследование
7 ноября 2013 года стало известно о том, что в отношении Мурада Мусаева возбуждено два уголовных дела: о подкупе свидетелей убийства Юрия Буданова и о вмешательстве в отправление правосудия по этому делу. Представитель СК РФ Маркин заявил, что следователи располагают видеозаписью, на которой видно, как Мусаев пытается подкупить свидетелей.
Сам Мусаев категорически отверг обвинения, назвав возбуждение уголовных дел попыткой давления со стороны СК РФ, а утверждение Маркина о наличии видеозаписей — «обыкновенным блефом». Видеозаписи так и не были опубликованы.
Мусаев получил широкую поддержку общественности, известный журналист Андрей Мальгин назвал Мусаева "патологически честным" человеком. Конференция адвокатов города Москвы единогласно приняла резолюцию, осуждающую возбуждение уголовных дел.
13 января 2014 года, в СМИ появилась информация о том, что в ходе обыска, проведённого в квартире Мусаева, был найден пистолет. Впоследствии эта информация не подтвердилась.
В феврале 2015 года Преображенский суд Москвы прекратил уголовное дело против Мурада Мусаева.

## Общественная деятельность

### Благотворительный проект помощи «Рохинджа»
В начале 2017 года Мурад Мусаев запустил благотворительный проект «Rohingya Alert» по оказанию юридической помощи народу рохинджа (рохинья), преимущественно населяющему штат Северный Ракхайн в Мьянме (бывшая Бирма). Как сообщается на странице проекта, народ рохинджа признан Организацией объединённых наций самым ущемляемым этническим меньшинством в мире.
Мурад Мусаев предпринял поездку в места проживания рохинджа в Мьянме, где, по сообщениям самого Мусаева, были собраны доказательства геноцида народа рохинджа, включая видео- и фотоматериалы, проинтервьюированы жертвы репрессий. Мусаев также посетил экстренное заседание министров иностранных дел стран-участниц Организации исламского сотрудничества в Куала-Лумпуре, созванном Малайзией для обсуждения положения народа рохинджа. Проект «Rohingya Alert» был поддержан бывшим премьер-министром Малайзии, одним из старейших политиков Юго-Восточной Азии Махатхиром Мухаммадом.
Позднее, уже летом 2017 года, в Москве, Грозном и ряде других российских городов прошли многочисленные митинги в поддержку народа рохинджа. Мусаев утверждал, что не является организатором этого движения, однако при широком обсуждении проблемы именно он выступил основным экспертом по ситуации в Мьянме, отстаивая интересы рохинджа и обвиняя власти Мьянмы в геноциде.
Власти Мьянмы также подверглись резкой критике со стороны мирового сообщества в связи с массовым убийством и изгнанием представителей народа рохинджа из Мьянмы.